# Xã Worth, Quận Centre, Pennsylvania
Xã Worth (tiếng Anh: Worth Township) là một xã thuộc quận Centre, tiểu bang Pennsylvania, Hoa Kỳ. Năm 2010, dân số của xã này là 824 người.